# Johann Kühn (Mathematiker)
Johann Kühn (auch: Kuhn; * 18. April 1619 in Schleusingen; † 23. März /(30. März) 1676 in Leipzig) war ein deutscher Mathematiker.

## Leben
Johann Kühn war der Sohn des Schleusinger Buchdruckers Valentin Kühn († Herbst 1640) und dessen Frau Dorothea, Tochter des Pastors in Themar Michael König.
Johann Kühn hatte 1623 das Gymnasium seiner Heimatstadt besucht und im Oktober 1639 ein Studium an der Universität Jena aufgenommen. Bald musste er aber aus familiären Gründen nach Hause zurückkehren und dieses Studium bis 1641 unterbrechen. Nach seiner Rückkehr nach Leipzig wurde er von Johannes Ittig gefördert. Er verdiente als Hauslehrer bei Johann Strauch seinen Lebensunterhalt in Leipzig, war 1643 in Jena Baccalaurus geworden und avancierte 1645 in Leipzig zum Magister der Philosophie.
Danach fand er in Leipzig Aufnahme in die philosophische Fakultät, wurde 1648 Kollegiat am großen Fürstenkollegium, 1649 Assessor der philosophischen Fakultät und 1659 Professor der Mathematik. Er hatte sich auch an den organisatorischen Aufgaben der philosophischen Fakultät beteiligt. So war er viermal Dekan und zweimal Prokanzler der Leipziger Fakultät.
Johann Kühn starb 1676 in Leipzig an Entkräftung und wurde am 24. März in Leipzig begraben.
Seine im Oktober 1660 geschlossene Ehe mit Regina Elisabeth, Tochter des Leipziger Handelsmannes Frantz Sigismund Teubel, blieb kinderlos.